# Michael Powell (lekkoatleta)
Michael Powell (ur. 23 lipca 1962) – brytyjski lekkoatleta specjalizujący się w biegach sprinterskich.
W 1978 r. zdobył tytuł mistrza Wielkiej Brytanii juniorów (w kategorii do 17 lat), natomiast w 1979 r. – złoty medal mistrzostw Wielkiej Brytanii juniorów w biegu na 100 metrów. Największy sukces na arenie międzynarodowej odniósł w 1979 r. w Bydgoszczy, zdobywając podczas mistrzostw Europy juniorów srebrny medal w biegu sztafetowym 4 x 100 metrów.